# Der Staatsanwalt/Episodenliste
Diese Episodenliste enthält alle Episoden der deutschen Krimiserie Der Staatsanwalt, sortiert nach der Erstausstrahlung.
Die Fernsehserie umfasst 20 Staffeln mit 123 ausgestrahlten Episoden.

## Übersicht
| Staffel | Episodenanzahl | Erstausstrahlung   | Erstausstrahlung |
| Staffel | Episodenanzahl | Staffelpremiere    | Staffelfinale    |
| ------- | -------------- | ------------------ | ---------------- |
| 1       | 2              | 10. Januar 2005    | 15. Januar 2007  |
| 2       | 4              | 19. September 2007 | 10. Oktober 2007 |
| 3       | 4              | 9. Januar 2009     | 30. Januar 2009  |
| 4       | 4              | 15. Januar 2010    | 5. Februar 2010  |
| 5       | 4              | 28. Januar 2011    | 18. Februar 2011 |
| 6       | 4              | 14. Oktober 2011   | 4. November 2011 |
| 7       | 6              | 6. Januar 2012     | 10. Februar 2012 |
| 8       | 6              | 4. Januar 2013     | 8. Februar 2013  |
| 9       | 6              | 3. Januar 2014     | 7. Februar 2014  |
| 10      | 8              | 9. Januar 2015     | 27. Februar 2015 |
| 11      | 8              | 8. Januar 2016     | 4. März 2016     |
| 12      | 7              | 6. Januar 2017     | 17. Februar 2017 |
| 13      | 8              | 5. Januar 2018     | 9. März 2018     |
| 14      | 8              | 4. Januar 2019     | 1. März 2019     |
| 15      | 8              | 10. Januar 2020    | 13. März 2020    |
| 16      | 8              | 5. Februar 2021    | 26. März 2021    |
| 17      | 8              | 7. Januar 2022     | 4. März 2022     |
| 18      | 8              | 13. Januar 2023    | 3. März 2023     |
| 19      | 8              | 16. Februar 2024   | 29. März 2024    |
| 20      | 4              | 28. Februar 2025   | 21. März 2025    |

## Staffel 1
| Nr. (ges.) | Nr. (St.) | Originaltitel   | Erstausstrahlung | Regie              | Drehbuch             |
| --- | --------- | --------------- | ---------------- | ------------------ | -------------------- |
| 1 | 1         | Henkersmahlzeit | 10. Jan. 2005    | Peter F. Bringmann | Markus Stromiedel    |
| Gastdarsteller: Alexandra Schalaudek, Thomas Helm, Walter Kreye, Wanja Mues, Jürgen Tonkel, Nina Hoger                      |           |                 |                  |                    |                      |
| 2 | 2         | Glückskinder    | 15. Jan. 2007    | Peter F. Bringmann | Sönke Lars Neuwöhner |
| Gastdarsteller: Christoph Waltz, Volker Bruch, Leslie Malton, Julia Dietze, Oliver Stritzel, Tobias Schenke, Kostja Ullmann |           |                 |                  |                    |                      |

## Staffel 2
| Nr. (ges.) | Nr. (St.) | Originaltitel   | Erstausstrahlung | Regie              | Drehbuch                              |
| --- | --------- | --------------- | ---------------- | ------------------ | ------------------------------------- |
| 3 | 1         | Freier Fall     | 19. Sep. 2007    | Peter F. Bringmann | Christoph Gottwald, Reinhardt Wendler |
| Gastdarsteller: Rüdiger Vogler, Sascha Posch, Mark Zak, Max Herbrechter, Hildegard Kuhlenberg, Anna Brodskaja-Bomke, Herbert Schäfer |           |                 |                  |                    |                                       |
| 4 | 2         | Hungrige Herzen | 26. Sep. 2007    | Peter F. Bringmann | Mike Bäuml                            |
| Gastdarsteller: Rüdiger Vogler, Sascha Posch, Tim Wilde, Angela Ascher, Donata Höffer, Marc Bischoff, Peter Schlapp                  |           |                 |                  |                    |                                       |
| 5 | 3         | Heiliger Zorn   | 3. Okt. 2007     | Peter F. Bringmann | Andreas Föhr, Thomas Letocha          |
| Gastdarsteller: Rüdiger Vogler, Sascha Posch, Heinrich Schafmeister, Bettina Kupfer, Ulrike Bliefert, Sarah Beck                     |           |                 |                  |                    |                                       |
| 6 | 4         | Erzfeinde       | 10. Okt. 2007    | Peter F. Bringmann | Reinhardt Wendler                     |
| Gastdarsteller: Rüdiger Vogler, Sascha Posch, Tim Wilde, Max Herbrechter, Tonio Arango, Thomas Meinhardt, Michael Kind               |           |                 |                  |                    |                                       |

## Staffel 3
| Nr. (ges.) | Nr. (St.) | Originaltitel                                                                          | Erstausstrahlung | Regie            | Drehbuch                 |
| --- | --------- | -------------------------------------------------------------------------------------- | ---------------- | ---------------- | ------------------------ |
| 7 | 1         | Das kleinere Übel                                                                      | 9. Jan. 2009     | Peter Fratzscher | Birgit Grosz, Leo P. Ard |
| Gastdarsteller: Max Tidof, Thomas Darchinger, Henry Meier, Lars Löllmann, Johannes Silberschneider, Udo Swann, Frank Jacobsen, Matthias van den Berg, Ellen Schulz, Dirk Martens     |           |                                                                                        |                  |                  |                          |
| 8 | 2         | Zwischen den Fronten                                                                   | 16. Jan. 2009    | Peter Fratzscher | Birgit Grosz, Leo P. Ard |
| Gastdarsteller: Max Tidof, Oli Bigalke, Janina Flieger, Steven Merting, İsmail Şahin, Yunus Cumartpay, Ersan Mondtag, Vinzenz Kiefer, Kerstin Gähte, Johannes Silberschneider        |           |                                                                                        |                  |                  |                          |
| 9 | 3         | Schwesternliebe                                                                        | 23. Jan. 2009    | Martin Kinkel    | Birgit Grosz, Leo P. Ard |
| Gastdarsteller: Max Tidof, Kai Ivo Baulitz, Anja Knauer, Dorkas Kiefer, Enno Hesse, Florian Fitz, Antje Traue, Johannes Silberschneider, Timo Dierkes, Hasan Ali Mete                |           |                                                                                        |                  |                  |                          |
| 10 | 4         | Ruhe in Frieden wurde als Wiederholung auch unter dem Titel Der perfekte Mord gesendet | 30. Jan. 2009    | Martin Kinkel    | Birgit Grosz, Leo P. Ard |
| Gastdarsteller: Max Tidof, August Schmölzer, Dorkas Kiefer, Johannes Silberschneider, Andreas Schröders, Udo Schenk, Karl Knaup, Dirk Mühlbach, Dagmar Operskalski, Martin Bringmann |           |                                                                                        |                  |                  |                          |

## Staffel 4
| Nr. (ges.) | Nr. (St.) | Originaltitel        | Erstausstrahlung | Regie         | Drehbuch                      |
| --- | --------- | -------------------- | ---------------- | ------------- | ----------------------------- |
| 11 | 1         | Abgeschirmt          | 15. Jan. 2010    | Martin Kinkel | Mike Bäuml                    |
| Gastdarsteller: Franz Dinda, Susanne Hoss, Lars Wellings, Luc Feit, Dietrich Mattausch, Sebastian Münster |           |                      |                  |               |                               |
| 12 | 2         | Tödliche Erkenntnis  | 22. Jan. 2010    | Boris Keidies | Rainer Hunold                 |
| Gastdarsteller: Kirsten Block, Jasmin Tabatabai, Jan Henrik Stahlberg, Arnd Klawitter, Max Urlacher, Wolfgang Riehm                                                                                                  |           |                      |                  |               |                               |
| 13 | 3         | Tod eines Schülers   | 29. Jan. 2010    | Boris Keidies | Martin Douven                 |
| Gastdarsteller: Esther Zimmering, Constantin von Jascheroff, Josefine Preuß, Florian Bartholomäi, Friedrich Karl Praetorius, Dennis Prinz, Folker Banik, Dzuna Kalnina-Nitzling, Sandra Steinbach, Christopher Krieg |           |                      |                  |               |                               |
| 14 | 4         | Lass die Toten ruhen | 5. Feb. 2010     | Martin Kinkel | Johannes Dräxler, Remy Eyssen |
| Gastdarsteller: Jürgen Heinrich, Arthur Brauss, Peter Prager, Michèle Marian, Jochen Nickel, Arnfried Lerche, Robert Spitz                                                                                           |           |                      |                  |               |                               |

## Staffel 5
| Nr. (ges.) | Nr. (St.) | Originaltitel    | Erstausstrahlung | Regie           | Drehbuch                     |
| --- | --------- | ---------------- | ---------------- | --------------- | ---------------------------- |
| 15 | 1         | Das Duell        | 28. Jan. 2011    | Michael Kreindl | Andreas Föhr, Thomas Letocha |
| Gastdarsteller: Jan-Gregor Kremp, Oliver Wnuk, Albert Fortell, Bernd Tauber, Sonja Baum, Sybille J. Schedwill, Eva Luca Klemmt, Bodo Bach   |           |                  |                  |                 |                              |
| 16 | 2         | Kameradenschwein | 4. Feb. 2011     | Martin Kinkel   | Birgit Grosz, Leo P. Ard     |
| Gastdarsteller: Oliver Stokowski, Max Riemelt, Jürgen Rißmann, Mark Zak, Emilio De Marchi, Björn Bugri, Michael Birnbaum, Rainer Laupichler |           |                  |                  |                 |                              |
| 17 | 3         | Amtsmissbrauch   | 11. Feb. 2011    | Martin Kinkel   | Mike Bäuml                   |
| Gastdarsteller: Rosemarie Fendel, Udo Wachtveitl, Anian Zollner, Hubertus Hartmann, Dietrich Adam                                           |           |                  |                  |                 |                              |
| 18 | 4         | Fluch der Bilder | 18. Feb. 2011    | Michael Kreindl | Mike Bäuml                   |
| Gastdarsteller: Nadeshda Brennicke, Alexander Beyer, Simon Licht, Oliver Sauer, Christoph Krix, Regine Schröder, Henry Meier                |           |                  |                  |                 |                              |

## Staffel 6
| Nr. (ges.) | Nr. (St.) | Originaltitel   | Erstausstrahlung | Regie         | Drehbuch                     |
| --- | --------- | --------------- | ---------------- | ------------- | ---------------------------- |
| 19 | 1         | Tod einer Ehe   | 14. Okt. 2011    | Boris Keidies | Andreas Föhr, Thomas Letocha |
| Gastdarsteller: Ludwig Blochberger, Collien Fernandes, Eva Padberg, Frank Kessler, Jörg Schüttauf, Anke Sevenich |           |                 |                  |               |                              |
| 20 | 2         | Mordswut        | 21. Okt. 2011    | Boris Keidies | Birgit Grosz, Leo P. Ard     |
| Gastdarsteller: Marc Hosemann, Florian Panzner, Christian Redl, Patrick von Blume                                |           |                 |                  |               |                              |
| 21 | 3         | Käufliche Liebe | 28. Okt. 2011    | Martin Kinkel | Lorenz Lau-Uhle              |
| Gastdarsteller: Carolin Fink, Nike Martens, Katharina Nesytowa, Kay Ramczyk, Götz Schubert, Susanna Simon        |           |                 |                  |               |                              |
| 22 | 4         | Liebe und Hass  | 4. Nov. 2011     | Urs Egger     | Mike Bäuml                   |
| Gastdarsteller: Tayfun Bademsoy, Henriette Confurius, Stipe Erceg, Daniel Rodic, Rike Schmid                     |           |                 |                  |               |                              |

## Staffel 7
| Nr. (ges.) | Nr. (St.) | Originaltitel         | Erstausstrahlung | Regie            | Drehbuch                 |
| --- | --------- | --------------------- | ---------------- | ---------------- | ------------------------ |
| 23 | 1         | Tödlicher Pakt        | 6. Jan. 2012     | Martin Kinkel    | Birgit Grosz, Leo P. Ard |
| Gastdarsteller: Gesine Cukrowski, Vijessna Ferkic, Enno Hesse, Thomas Huber, Stephanie Kellner, Oliver Mommsen, Sascha Nathan, Katharina Schmidt, Ellen Schulz, Anita Twarowska, Diego Wallraff                         |           |                       |                  |                  |                          |
| 24 | 2         | Mord am Rhein         | 13. Jan. 2012    | Urs Egger        | Mike Bäuml               |
| Gastdarsteller: Alexandra Finder, Tom Gramenz, Christina Große, Max Herbrechter, Therese Hämer, Dietrich Mattausch, Carola Schnell, Michael Sideris, Stephan Szasz, Alexandra von Schwerin, Petra Zieser, August Zirner |           |                       |                  |                  |                          |
| 25 | 3         | Spiel des Todes       | 20. Jan. 2012    | Peter Fratzscher | Mike Bäuml               |
| Gastdarsteller: Julia Richter, Michael Hanemann, Mirjam Heimann, Therese Hämer, Torsten Knippertz, Dirk Ossig, Ole Puppe, Susann Uplegger, Andreas Wellano                                                              |           |                       |                  |                  |                          |
| 26 | 4         | Die Toten im Weinberg | 27. Jan. 2012    | Peter Fratzscher | Birgit Grosz, Leo P. Ard |
| Gastdarsteller: Jens Atzorn, Kai Ivo Baulitz, Nadja Becker, Uwe Bohm, Maja Maranow, Sybille J. Schedwill, Anna Schütz, Christina Wiederhold                                                                             |           |                       |                  |                  |                          |
| 27 | 5         | Schlangengrube        | 3. Feb. 2012     | Martin Kinkel    | Lorenz Lau-Uhle          |
| Gastdarsteller: Martin Armknecht, Thorsten Kai Botenbender, Christine Döring, Anne Kanis, Tino Leo, Andreas Mach, Luca Maric, Barbara Meier, Bernhard Piesk, Hanfried Schüttler, Sabine Vitua                           |           |                       |                  |                  |                          |
| 28 | 6         | Gefangen und erpresst | 10. Feb. 2012    | Martin Kinkel    | Birgit Grosz, Leo P. Ard |
| Gastdarsteller: Dieter Brandecker, Werner Gerhards, Therese Hämer, Henry Meier, Ndiankou Niasse, Gerald Alexander Held, Katharina Müller-Elmau                                                                          |           |                       |                  |                  |                          |

## Staffel 8
| Nr. (ges.) | Nr. (St.) | Originaltitel          | Erstausstrahlung | Regie         | Drehbuch                               |
| --- | --------- | ---------------------- | ---------------- | ------------- | -------------------------------------- |
| 29 | 1         | Blinde Gier            | 4. Jan. 2013     | Daniel Helfer | Birgit Grosz, Leo P. Ard               |
| Gastdarsteller: Henriette Richter-Röhl, Stephan Kampwirth, Nele Mueller-Stöfen, Michael Roll, Mirko Lang, Claudine Wilde, Wilson Gonzalez Ochsenknecht, Herbert Feuerstein, Maximilian Dirr |           |                        |                  |               |                                        |
| 30 | 2         | Bis aufs Blut          | 11. Jan. 2013    | Daniel Helfer | Christoph Callenberg, Hartmann Schmige |
| Gastdarsteller: Laura Tonke, Jan Sosniok, Max von der Groeben, Wolfgang Packhäuser, Constantin von Jascheroff, Pablo Sprungala                                                              |           |                        |                  |               |                                        |
| 31 | 3         | Eine mörderische Story | 18. Jan. 2013    | Martin Kinkel | Birgit Grosz, Leo P. Ard               |
| Gastdarsteller: Ulrike C. Tscharre, Martin Lindow, Stephan Grossmann, Florian Martens, Sanny van Heteren, Axel Jomeyer                                                                      |           |                        |                  |               |                                        |
| 32 | 4         | Kalter Tod             | 25. Jan. 2013    | Martin Kinkel | Mike Bäuml                             |
| Gastdarsteller: Esther Zimmering, Ursina Lardi, Max Woelky, Rolf Kanies, Christian Wittmann, Michael Kessler                                                                                |           |                        |                  |               |                                        |
| 33 | 5         | Die lieben Nachbarn    | 1. Feb. 2013     | Boris Keidies | Axel Hildebrand, Thomas Schwank        |
| Gastdarsteller: Odine Johne, Franziska Schlattner, Klaus J. Behrendt, Marita Marschall, André Röhner, Gustav Peter Wöhler, Judith Hoersch                                                   |           |                        |                  |               |                                        |
| 34 | 6         | Mitten ins Herz        | 8. Feb. 2013     | Boris Keidies | Mike Bäuml, Peter Balke, Ulrich Hipler |
| Gastdarsteller: Gudrun Landgrebe, Vladimir Burlakov, Niels Bruno Schmidt, Regula Grauwiller, Marleen Lohse, Hans Peter Hallwachs                                                            |           |                        |                  |               |                                        |

## Staffel 9
| Nr. (ges.)                                                                                                   | Nr. (St.) | Originaltitel    | Erstausstrahlung | Regie          | Drehbuch                                                |
| --- | --------- | ---------------- | ---------------- | -------------- | ------------------------------------------------------- |
| 35 | 1         | Heiße Quellen    | 3. Jan. 2014     | Ulrich Zrenner | Christoph Callenberg, Axel Hildebrand, Hartmann Schmige |
| Gastdarsteller: Udo Thies, Aglaia Szyszkowitz, Irina Potapenko, Philipp Moog                                 |           |                  |                  |                |                                                         |
| 36 | 2         | Tanz in den Tod  | 10. Jan. 2014    | Martin Kinkel  | Axel Hildebrand                                         |
| Gastdarsteller: Carolina Vera, Julia Hartmann, Dieter Landuris, Arnd Klawitter                               |           |                  |                  |                |                                                         |
| 37 | 3         | Vaterliebe       | 17. Jan. 2014    | Ulrich Zrenner | Mike Bäuml                                              |
| Gastdarsteller: Thomas Thieme, Stefanie Stappenbeck, Michael Schenk, Dirk Borchardt                          |           |                  |                  |                |                                                         |
| 38 | 4         | Hackordnung      | 24. Jan. 2014    | Martin Kinkel  | Mike Bäuml                                              |
| Gastdarsteller: Jochen Horst, Ursula Buschhorn, Michael Kind, Ulrike Arnold, Jesse Albert, Claudia Mehnert   |           |                  |                  |                |                                                         |
| 39 | 5         | Freund und Feind | 31. Jan. 2014    | Daniel Helfer  | Leo P. Ard                                              |
| Gastdarsteller: Adrian Topol, Klara Manzel, Nina Kronjäger, Alexander Schubert                               |           |                  |                  |                |                                                         |
| 40 | 6         | Das Luder        | 7. Feb. 2014     | Daniel Helfer  | Leo P. Ard                                              |
| Gastdarsteller: Rebecca Immanuel, Harald Schrott, Wayne Carpendale, Chiara von Galli, Senta-Sofia Delliponti |           |                  |                  |                |                                                         |

## Staffel 10
| Nr. (ges.) | Nr. (St.) | Originaltitel             | Erstausstrahlung | Regie             | Drehbuch                         |
| --- | --------- | ------------------------- | ---------------- | ----------------- | -------------------------------- |
| 41 | 1         | Ritt in den Tod           | 9. Jan. 2015     | Ulrich Zrenner    | Mike Bäuml                       |
| Gastdarsteller: Bernhard Schir, Nicole Marischka, Rafael Gareisen, Valerie Niehaus, Tobias Licht, Michael Benthin                                  |           |                           |                  |                   |                                  |
| 42 | 2         | Ein verführerisches Spiel | 16. Jan. 2015    | Ulrich Zrenner    | Lorenz Lau-Uhle                  |
| Gastdarsteller: Christoph M. Ohrt, Karin Giegerich, Oliver Stokowski, Nelson Müller, Jennifer Ewert, Markus Penne, Josephin Busch, Steffen Gräbner |           |                           |                  |                   |                                  |
| 43 | 3         | Familienbande             | 23. Jan. 2015    | Daniel Helfer     | Leo P. Ard                       |
| Gastdarsteller: Peter Kremer, Meike Droste, Oliver Konietzny, René Oltmanns, Isabella Parkinson, Michael Kleiber                                   |           |                           |                  |                   |                                  |
| 44 | 4         | Bunga Bunga               | 30. Jan. 2015    | Daniel Helfer     | Leo P. Ard                       |
| Gastdarsteller: Susan Sideropoulos, Roman Knižka, Johanna Gastdorf, Michael Fritz Schumacher, Klara Deutschmann                                    |           |                           |                  |                   |                                  |
| 45 | 5         | Im falschen Leben         | 6. Feb. 2015     | Martin Kinkel     | Thomas Schwank                   |
| Gastdarsteller: Teresa Weißbach, Max von Pufendorf, Jochen Alexander Wigand, Franziska Petri, André Eisermann, Josef Heynert                       |           |                           |                  |                   |                                  |
| 46 | 6         | Vom Tod gezeichnet        | 13. Feb. 2015    | Martin Kinkel     | Claus Stirzenbecher              |
| Gastdarsteller: Suzan Anbeh, Sebastian Urzendowsky, Pit Bukowski, Lucy Scherer, Stephan Käfer, Marius Schneider, Andreas Birkner, Jördis Richter   |           |                           |                  |                   |                                  |
| 47 | 7         | Tödlicher Ehrgeiz         | 20. Feb. 2015    | Jakob Schäuffelen | Axel Hildebrand                  |
| Gastdarsteller: Miroslav Nemec, Jophi Ries, Florian Bartholomäi, Natalia Rudziewicz, Heike Trinker, René Schoenenberger                            |           |                           |                  |                   |                                  |
| 48 | 8         | Sport ist Mord            | 27. Feb. 2015    | Jakob Schäuffelen | Johannes Rotter, Rachel Oidtmann |
| Gastdarsteller: Dorka Gryllus, Ralph Herforth, Floriane Daniel, Enno Hesse, Minh-Khai Phan-Thi, Juta Vanaga                                        |           |                           |                  |                   |                                  |

## Staffel 11
| Nr. (ges.) | Nr. (St.) | Originaltitel         | Erstausstrahlung | Regie             | Drehbuch                         |
| --- | --------- | --------------------- | ---------------- | ----------------- | -------------------------------- |
| 49 | 1         | Mord nach Mitternacht | 8. Jan. 2016     | Ulrich Zrenner    | Johannes Rotter                  |
| Gastdarsteller: Thomas Heinze, Marie Zielcke, Andreas Pietschmann, Dana Golombek, Christine Sommer, Renate Kohn, Cristina Do Rego           |           |                       |                  |                   |                                  |
| 50 | 2         | Der Schein trügt      | 15. Jan. 2016    | Martin Kinkel     | Leo P. Ard                       |
| Gastdarsteller: Karl Knaup, Julia Dietze, Carin C. Tietze, Florian Panzner, Thure Riefenstein                                               |           |                       |                  |                   |                                  |
| 51 | 3         | Mord und Lügen        | 22. Jan. 2016    | Martin Kinkel     | Leo P. Ard, Michael B. Müller    |
| Gastdarsteller: Birge Schade, Francis Fulton-Smith, Felix Vörtler, Aaron Karl, Anjorka Strechel, Pascal Lalo, Marthe Lola Deutschmann       |           |                       |                  |                   |                                  |
| 52 | 4         | Sugardaddy            | 29. Jan. 2016    | Jakob Schäuffelen | Lorenz Lau-Uhle                  |
| Gastdarsteller: Cosima Lehninger, Michael Brandner, Lina Wendel, Günter Barton, Karim Cherif, Klaus Schindler, Anne-Marie Lux               |           |                       |                  |                   |                                  |
| 53 | 5         | Verfahrensfehler      | 12. Feb. 2016    | Johannes Grieser  | Timo Berndt                      |
| Gastdarsteller: Karl Kranzkowski, Heike Thiem-Schneider, Marie Löschhorn, Laura Sundermann, Julia Jäger, Sebastian Hülk, Jens-Peter Fiedler |           |                       |                  |                   |                                  |
| 54 | 6         | Tödliche Fürsorge     | 19. Feb. 2016    | Ulrich Zrenner    | Mike Bäuml                       |
| Gastdarsteller: Andreas Guenther, Annika Kuhl, Susanne Schäfer, David C. Bunners, Marie Bendig, Daniela Schulz, Emma Drogunova              |           |                       |                  |                   |                                  |
| 55 | 7         | Erben und Sterben     | 26. Feb. 2016    | Jakob Schäuffelen | Johannes Rotter, Rachel Oidtmann |
| Gastdarsteller: Julia Brendler, Hannes Wegener, Alexander Beyer, Claudia Eisinger, Gunther Gillian, Peter Trabner                           |           |                       |                  |                   |                                  |
| 56 | 8         | Das verfluchte Haus   | 4. März 2016     | Johannes Grieser  | Annika Tepelmann                 |
| Gastdarsteller: Elisabeth Schwarz, Tessa Mittelstaedt, Anke Sevenich, Tilo Nest, Alexander Becht, Carolyn Genzkow, Charlotte Schwab         |           |                       |                  |                   |                                  |

## Staffel 12
| Nr. (ges.)                                                                                | Nr. (St.) | Originaltitel         | Erstausstrahlung | Regie            | Drehbuch        |
| ----------------------------------------------------------------------------------------- | --------- | --------------------- | ---------------- | ---------------- | --------------- |
| 57                                                                                        | 1         | Tödliche Übernahme    | 6. Jan. 2017     | Martin Kinkel    | Ralf Kinder     |
| Gastdarsteller: Elena Uhlig, Jürgen Tarrach, Nicole Ernst, Uwe Preuss, David Zimmerschied |           |                       |                  |                  |                 |
| 58                                                                                        | 2         | Tyrannenmord          | 13. Jan. 2017    | Johannes Grieser | Jürgen Pomorin  |
| Gastdarsteller: Anouschka Renzi, Dominic Raacke, Theresa Scholze, Matthias Kelle          |           |                       |                  |                  |                 |
| 59                                                                                        | 3         | Rheingau blutrot      | 20. Jan. 2017    | Ulrich Zrenner   | Johannes Rotter |
| 60                                                                                        | 4         | Sabrinas letzter Flug | 27. Jan. 2017    | Martin Kinkel    | Leo P. Ard      |
| Gastdarsteller: Sinja Dieks, Barnaby Metschurat, Oliver Bootz, René Steinke               |           |                       |                  |                  |                 |
| 61                                                                                        | 5         | Liebe und Wut         | 3. Feb. 2017     | Ulrich Zrenner   | Axel Hildebrand |
| Gastdarsteller: Patrick Mölleken                                                          |           |                       |                  |                  |                 |
| 62                                                                                        | 6         | Gegenwind             | 10. Feb. 2017    | Ulrich Zrenner   | Ralf Kinder     |
| 63                                                                                        | 7         | Tod per Kurier        | 17. Feb. 2017    | Johannes Grieser | Mike Bäuml      |

## Staffel 13
| Nr. (ges.) | Nr. (St.) | Originaltitel         | Erstausstrahlung | Regie             | Drehbuch                         |
| --- | --------- | --------------------- | ---------------- | ----------------- | -------------------------------- |
| 64 | 1         | Die Enkelin           | 5. Jan. 2018     | Martin Kinkel     | Ralf Kinder                      |
| Gastdarsteller: Michelle Barthel, Gaby Dohm, Laura Berlin, Arndt Schwering-Sohnrey, Stefanie Höner, Patrick Bach, Thomas Scharff, Steffen Groth, Renate Kohn                              |           |                       |                  |                   |                                  |
| 65 | 2         | Taunushexe            | 19. Jan. 2018    | Johannes Grieser  | Annika Tepelmann                 |
| Gastdarsteller: Nina Petri, Annika Blendl, Thomas Anzenhofer, Alexander Finkenwirth, Ricarda Klingelhöfer, Ulrich Cyran, Viktor Tremmel, Steffen Gräbner, Inka Schmietendorf, Thomas Mill |           |                       |                  |                   |                                  |
| 66 | 3         | Nachts im Weinberg    | 26. Jan. 2018    | Ulrich Zrenner    | Johannes Rotter                  |
| Gastdarsteller: Max Hopp, Felix von Manteuffel, Maja Celiné Probst, Leonard Kunz, Jakob D’Aprile, Hanna Scheibe, Mateusz Dopieralski, Marie Meinzenbach                                   |           |                       |                  |                   |                                  |
| 67 | 4         | Alte Freunde          | 2. Feb. 2018     | Johannes Grieser  | Leo P. Ard, Michael B. Mueller   |
| Gastdarsteller: Saskia Vester, Golo Euler, Martin Baden, Maximilian Scheidt, Klaus Lehmann, Kristin Alia Hunold, Ralf Drexler, Anja S. Gläser                                             |           |                       |                  |                   |                                  |
| 68 | 5         | Im Netz der Spinne    | 16. Feb. 2018    | Ulrich Zrenner    | Lorenz Lau-Uhle                  |
| Gastdarsteller: Leopold Hornung, Heikko Deutschmann, Emilia Bernsdorf, Katja Studt, Mark Filatov                                                                                          |           |                       |                  |                   |                                  |
| 69 | 6         | Vollstreckt           | 23. Feb. 2018    | Esther Gronenborn | Mike Bäuml                       |
| Gastdarsteller: Kai Lentrodt, Jeanette Hain, Enno Hesse, Michael Marwitz, Dennenesch Zoudé, Jens Schäfer, Hiltrud Hauschke                                                                |           |                       |                  |                   |                                  |
| 70 | 7         | Die Macht der Sterne  | 2. März 2018     | Martin Kinkel     | Leo P. Ard, Michael B. Mueller   |
| Gastdarsteller: Sandra von Ruffin, Matthias Ziesing, Paul Frielinghaus, Tanja Lanäus, Marc Oliver Schulze, Elisabeth Baulitz, Rainer Laupichler                                           |           |                       |                  |                   |                                  |
| 71 | 8         | Eine perfekte Familie | 9. März 2018     | Esther Gronenborn | Johannes Rotter, Axel Hildebrand |
| Gastdarsteller: Eva Bay, Daniel Friedrich, Lena Stolze, Xenia Georgia Assenza, Andreas Potulski                                                                                           |           |                       |                  |                   |                                  |

## Staffel 14
| Nr. (ges.) | Nr. (St.) | Originaltitel            | Erstausstrahlung | Regie             | Drehbuch                       |
| --- | --------- | ------------------------ | ---------------- | ----------------- | ------------------------------ |
| 72 | 1         | Tödlich Wohnen (90 min.) | 4. Jan. 2019     | Johannes Grieser  | Ralf Kinder                    |
| Gastdarsteller: Charlotte Schwab, Clelia Sarto, Natalia Rudziewicz, David Rott, Ivan Shvedoff, Rostyslav Bome, Dimitri Bilov, Heinrich Schafmeister                                |           |                          |                  |                   |                                |
| 73 | 2         | Vergissmeinnicht         | 11. Jan. 2019    | Esther Gronenborn | Leo P. Ard, Michael B. Mueller |
| Gastdarsteller: Klaus J. Behrendt, Katharina Heyer, Liza Tzschirner, Axel Buchholz, Heinrich Schafmeister, Jele Brückner, Elisabeth Marie Leistikow, Claudia Plöckl, Daniel Scholz |           |                          |                  |                   |                                |
| 74 | 3         | Liebe und Gier           | 25. Jan. 2019    | Ulrich Zrenner    | Annika Tepelmann               |
| Gastdarsteller: Edita Malovčić, Thomas Sarbacher, Florence Kasumba, Friederike Ott, Max Kupfer, Mirko Lang, Anabel Möbius                                                          |           |                          |                  |                   |                                |
| 75 | 4         | Rätselhafter Überfall    | 1. Feb. 2019     | Martin Kinkel     | Timo Berndt                    |
| Gastdarsteller: Gesine Cukrowski, Philipp Brenninkmeyer, Ben Blaskovic, Moritz Heidelbach, Hartmut Volle, Michaela Caspar, Lilli Hollunder, Andreas Grusinski, Nikolai Mohr        |           |                          |                  |                   |                                |
| 76 | 5         | Sauberer Tod             | 8. Feb. 2019     | Martin Kinkel     | Ralf Kinder                    |
| Gastdarsteller: İdil Üner, Thorsten Merten, Sönke Möhring, Pierre Shrady, Dominik Klingberg, Evelyn M. Faber                                                                       |           |                          |                  |                   |                                |
| 77 | 6         | Ein zweites Leben        | 15. Feb. 2019    | Ulrich Zrenner    | Melanie Brügel                 |
| Gastdarsteller: Martin Feifel, Tobias Oertel, Kirsten Block, Jeff Wilbusch, Charlotte Lorenzen, Andrea Wolf, Michael Schiller, Paula Hans                                          |           |                          |                  |                   |                                |
| 78 | 7         | Um jeden Preis           | 22. Feb. 2019    | Ayşe Polat        | Mike Bäuml                     |
| Gastdarsteller: Jan Messutat, Regula Grauwiller, Andreas Nickl, Katrin Bühring, Peter Kremer, Judith von Radetzky, Christin Heim, Dorothee Föllmer                                 |           |                          |                  |                   |                                |
| 79 | 8         | Abrechnung in Blut       | 1. März 2019     | Ayşe Polat        | Johannes Rotter                |
| Gastdarsteller: Jeff Burrell, Alexandra Finder, Anja Knauer, Henner Momann, Petra Bischoff, Andreas Warmbrunn, Johannes Ahn, Barbara Stollhans, Matthias Redlhammer                |           |                          |                  |                   |                                |

## Staffel 15
| Nr. (ges.) | Nr. (St.) | Originaltitel           | Erstausstrahlung | Regie            | Drehbuch                         |
| --- | --------- | ----------------------- | ---------------- | ---------------- | -------------------------------- |
| 80 | 1         | Null Toleranz (90 min.) | 10. Jan. 2020    | Ulrich Zrenner   | Ralf Kinder                      |
| Gastdarsteller: Henny Reents, Arnd Klawitter, Emilio De Marchi, Thomas Arnold, Emilie Neumeister, Claudio De Simone                                 |           |                         |                  |                  |                                  |
| 81 | 2         | Rot wie Blut            | 24. Jan. 2020    | Martin Kinkel    | Ralf Kinder                      |
| Gastdarsteller: Rike Schmid, Martin Armknecht, Tina Bordihn, Elisabeth-Marie Leistikow                                                              |           |                         |                  |                  |                                  |
| 82 | 3         | Gestorben wird immer    | 31. Jan. 2020    | Martin Kinkel    | Leo P. Ard, Michael B. Mueller   |
| Gastdarsteller: Isabell Gerschke, Heiko Ruprecht, Cornelia Ivancan, Nikolaus Benda, Rudolf Krause                                                   |           |                         |                  |                  |                                  |
| 83 | 4         | Todgeweiht              | 7. Feb. 2020     | Ayşe Polat       | Mike Bäuml                       |
| Gastdarsteller: Anke Sevenich, Mathias Herrmann, Johanna Klante, Dirk Martens, Mira Bartuschek                                                      |           |                         |                  |                  |                                  |
| 84 | 5         | Spiel, Satz, Tod        | 14. Feb. 2020    | Ayşe Polat       | Johannes Rotter, Natalie Tielcke |
| Gastdarsteller: Martin Lindow, Isabel Schosnig, Pauline Rénevier, Vanessa Jung, Mareile Blendl, Christian Näthe, Klaus Zmorek, Dela Dabulamanzi     |           |                         |                  |                  |                                  |
| 85 | 6         | Fangschuss              | 28. Feb. 2020    | Ayşe Polat       | Arnd Mayer, Claudia Matschulla   |
| Gastdarsteller: Katharina Müller-Elmau, Kerstin Thielemann, Anna Herrmann, Paul Triller, Johannes Franke, Johanna Hens, Frank Röth                  |           |                         |                  |                  |                                  |
| 86 | 7         | Auf gute Nachbarschaft  | 6. März 2020     | Johannes Grieser | Mike Bäuml                       |
| Gastdarsteller: Gaby Dohm, Birte Glang, Sebastian Winkler, Timmi Trinks, Christoph Bautz, Thomas Bartling                                           |           |                         |                  |                  |                                  |
| 87 | 8         | Hochzeit in Rot         | 13. März 2020    | Johannes Grieser | Johannes Rotter, Natalie Tielcke |
| Gastdarsteller: Miriam Morgenstern, Maximilian Meyer-Bretschneider, Muriel Baumeister, Thomas Kügel, Aliana Burghart, Antje Schmidt, Julia Goldberg |           |                         |                  |                  |                                  |

## Staffel 16
| Nr. (ges.) | Nr. (St.) | Originaltitel               | Erstausstrahlung | Regie               | Drehbuch                                   |
| --- | --------- | --------------------------- | ---------------- | ------------------- | ------------------------------------------ |
| 88 | 1         | Blutige Vergangenheit       | 5. Feb. 2021     | Patricia Frey       | Florian Frei, Ralf Kinder                  |
| Gastdarsteller: Hedi Kriegeskotte, Sanne Schnapp, Annekathrin Bach, Johannes Kühn, Max Kruk, Daniel-Frantisek Kamen, Jesse Albert, Stefan Lampadius, Alexander Koll |           |                             |                  |                     |                                            |
| 89 | 2         | Schlag auf Schlag           | 12. Feb. 2021    | Ulrich Zrenner      | Ralf Kinder                                |
| Gastdarsteller: Teresa Harder, Inez Bjørg David, Thomas Balou Martin, Jon Kiriac, Gerdy Zint, Sebastian Kuschmann, Wolf Danny Homann, Karen Dahmen                  |           |                             |                  |                     |                                            |
| 90 | 3         | Tod im Teich                | 19. Feb. 2021    | Martin Kinkel       | Mike Bäuml                                 |
| Gastdarsteller: Manfred Zapatka, Tamara Rohloff, Maya Bothe, Marek Harloff                                                                                          |           |                             |                  |                     |                                            |
| 91 | 4         | Gelöscht                    | 26. Feb. 2021    | Ulrich Zrenner      | Mike Bäuml                                 |
| Gastdarsteller: Franziska Junge, Gerhard Wittmann, Maria Wördemann, André M. Hennicke, Klaus Nierhoff, Louisa von Spies                                             |           |                             |                  |                     |                                            |
| 92 | 5         | Tödliches Erbe              | 5. März 2021     | Martin Kinkel       | Mike Bäuml, Arnd Mayer, Claudia Matschulla |
| Gastdarsteller: Nadja Becker, Peter Trabner, Hansjürgen Hürrig, Levin Liam, Ben Artmann                                                                             |           |                             |                  |                     |                                            |
| 93 | 6         | Tod eines Helden            | 12. März 2021    | Patricia Frey       | Mike Bäuml, Rebecca Mahnkopf               |
| Gastdarsteller: Nina Gnädig, Stefan Rudolf, Rebecca Rudolph, Mike Hoffmann, Marisa Leonie Bach, Sebastian Schlemmer                                                 |           |                             |                  |                     |                                            |
| 94 | 7         | Spiel mit dem Feuer         | 19. März 2021    | Erhard Riedlsperger | Gudula Ambrosi, Christoph Benkelmann       |
| Gastdarsteller: Michael Roll, Jens Atzorn, Susanne Bormann, Christian Wittmann, Patrick Mölleken, Sebastian Achilles                                                |           |                             |                  |                     |                                            |
| 95 | 8         | Erfolgreich, glücklich, tot | 26. März 2021    | Erhard Riedlsperger | Ralf Kinder                                |
| Gastdarsteller: Karim Chérif, Nadine Wrietz, Martin Halm, Stefan Graf, Mira Elisa Goeres, Holger Handtke                                                            |           |                             |                  |                     |                                            |

## Staffel 17
| Nr. (ges.) | Nr. (St.) | Originaltitel                | Erstausstrahlung                             | Regie            | Drehbuch            |
| --- | --------- | ---------------------------- | -------------------------------------------- | ---------------- | ------------------- |
| 96 | 1         | Tödliches Dickicht (90 min.) | 7. Jan. 2022                                 | Constanze Knoche | Mike Bäuml          |
| Gastdarsteller: Bettina Lamprecht, Dirk Martens, Michael Pink, Sithembile Menck, Laina Schwarz, Niklas Kohrt, Apollonia Bascoul, Steffen Will                                                  |           |                              |                                              |                  |                     |
| 97 | 2         | Blutiges Gebot               | 14. Jan. 2022                                | Martin Kinkel    | Natalie Tielcke     |
| Gastdarsteller: Shadi Hedayati, Jasmin Schwiers, Gabriel Raab, Denise M’Baye, Serkan Kaya, April Hailer, Stephan Böttcher, Andreas Wellano                                                     |           |                              |                                              |                  |                     |
| 98 | 3         | Die letzte Absage            | 21. Jänner 2022 (ORF 2), 11. März 2022 (ZDF) | Martin Kinkel    | Dagmar Rehbinder    |
| Gastdarsteller: Shadi Hedayati, Heio von Stetten, Jacques Breuer, Maya Haddad, Dominik Weber, Max Krause, Tatjana Clasing, Björn Bugri                                                         |           |                              |                                              |                  |                     |
| 99 | 4         | Rosen und Diamanten          | 28. Jan. 2022                                | Käthe Niemeyer   | Lorenz Stassen      |
| Gastdarsteller: Silvina Buchbauer, Timon Ballenberger, Annika Schrumpf, Knud Riepen, Karl Kranzkowski, Stephan Szász, Kristin Steffen, Liese Lyon, Florian Mania, André Dietz                  |           |                              |                                              |                  |                     |
| 100 | 5         | Tod eines Maklers            | 4. Feb. 2022                                 | Käthe Niemeyer   | Lorenz Lau-Uhle     |
| Gastdarsteller: Anne Kanis, Isabel Thierauch, Alexandra Kamp, Leopold Hornung, Elisabeth von Koch, Lina Habicht, Elias Reichert, Miriam Schiweck, Thorsten Danner, Stefan Wendel, Nikola Kress |           |                              |                                              |                  |                     |
| 101 | 6         | Alles vom Leben              | 11. Feb. 2022                                | Martin Kinkel    | Claus Stirzenbecher |
| Gastdarsteller: Shadi Hedayati, Patrycia Ziółkowska, Steffen Münster, Ruben Meiller, Isabel Berghout, Katharina Gieron, Nic Romm, Johannes Hitzblech                                           |           |                              |                                              |                  |                     |
| 102 | 7         | Aus der Schusslinie          | 18. Feb. 2022                                | Patricia Frey    | Johannes Rotter     |
| Gastdarsteller: Bastian Semm, Simon Böer, Catherine Bode, Ferdi Özten, Annett Kruschke, André Eisermann, Tiffany Knittel, Katrin Heß, Nika Weckler, Christina Otto                             |           |                              |                                              |                  |                     |
| 103 | 8         | Schuld und Gewissen          | 4. März 2022                                 | Patricia Frey    | Claus Stirzenbecher |
| Gastdarsteller: Susanna Simon, Taneshia Abt, Guido Broscheit, Vincent Krüger, Volker Wackermann, Katrin Höft, Boris Alexander, Baris Ar                                                        |           |                              |                                              |                  |                     |

## Staffel 18
| Nr. (ges.) | Nr. (St.) | Originaltitel      | Erstausstrahlung | Regie             | Drehbuch                    |
| --- | --------- | ------------------ | ---------------- | ----------------- | --------------------------- |
| 104 | 1         | Kontrollverlust    | 13. Jan. 2023    | Martin Kinkel     | Claus Stirzenbecher         |
| Gastdarsteller: Merle Wasmuth, Amelie Kiefer, Atef Vogel, Klara Deutschmann, Susanne Böwe, Max Woelky, Torsten Flassig                                         |           |                    |                  |                   |                             |
| 105 | 2         | Im Totenforst      | 20. Jan. 2023    | Martin Kinkel     | Mike Bäuml                  |
| Gastdarsteller: Esther Esche, Katja Bürkle, Fabian Jaray, Leonie Brill, Julius Forster, Emrah Erdogru, Christian Klischat, Rainer Ewerrien                     |           |                    |                  |                   |                             |
| 106 | 3         | Licht und Schatten | 27. Jan. 2023    | Ulrich Zrenner    | Ulrich Zrenner              |
| Gastdarsteller: Jule Ronstedt, Roland Bonjour, Karoline Bär, Nico Liersch, Dirk Ossig, Heiko Raulin, Greta Schmidt, Fiona Lang                                 |           |                    |                  |                   |                             |
| 107 | 4         | Wein und Mord      | 3. Feb. 2023     | Ulrich Zrenner    | Lorenz Lau-Uhle             |
| Gastdarsteller: Marita Marschall, Florian Schmidtke, Petra Nadolny, Benjamin Trinks, Bettina Burchard, Felix Everding, Vanessa Strasser, Luca Zamperoni        |           |                    |                  |                   |                             |
| 108 | 5         | Die letzte Partie  | 10. Feb. 2023    | Johannes Grieser  | Natalie Tielcke             |
| Gastdarsteller: Tanja Schleiff, Johanna Hens, Nora Boeckler, Martin Bringmann, Victor Maria Diderich, Stefan Bockelmann, Isabelle Barth, Thomas Fehlen         |           |                    |                  |                   |                             |
| 109 | 6         | Glücksbringer      | 17. Feb. 2023    | Johannes Grieser  | Daniel Wolf                 |
| Gastdarsteller: Charlotte Schwab, Sinja Dieks, Imke Büchel, Wolfgang Packhäuser, Petra Michelle Nérette, Kai Albrecht, Friedrich Witte                         |           |                    |                  |                   |                             |
| 110 | 7         | Flüchtige Spuren   | 24. Feb. 2023    | Steffi Doehlemann | Ralf Kinder                 |
| Gastdarsteller: David Bredin, Bjarne Meisel, Caro Scrimali, Philip Noah Schwarz, Caroline Schreiber, Martin Armknecht, Vanessa Kotschetkov, Vitus Hebing       |           |                    |                  |                   |                             |
| 111 | 8         | Unter Druck        | 3. März 2023     | Steffi Doehlemann | Emily Reimer, Katharina Ruß |
| Gastdarsteller: Heinrich Schafmeister, Paulina Alpen, Janina Stopper, Dagmar Sachse, Frank Vockroth, Eric Cordes, Daniel Rodic, Lea Gerstenkorn, David Vormweg |           |                    |                  |                   |                             |

## Staffel 19
| Nr. (ges.) | Nr. (St.) | Originaltitel             | Erstausstrahlung | Regie          | Drehbuch            |
| --- | --------- | ------------------------- | ---------------- | -------------- | ------------------- |
| 112 | 1         | Flussfahrt in den Tod     | 16. Feb. 2024    | Martin Kinkel  | Lorenz Lau-Uhle     |
| Gastdarsteller: Klara Wördemann, Joy Maria Bai, Annie Nowak, Jean-Luc Bubert, Harry Schäfer, Stefan Franz, Matthias van den Berg, Dagmar Operskalski, Marius Schneider                         |           |                           |                  |                |                     |
| 113 | 2         | Zu schön, um wahr zu sein | 23. Feb. 2024    | Martin Kinkel  | Natalie Tielcke     |
| Gastdarsteller: Vita Tepel, Maik Rogge, Joyce Ilg, Linus Scherz, Ann-Kathrin Kramer, Merlin Maxime Mosbach                                                                                     |           |                           |                  |                |                     |
| 114 | 3         | Tod eines Rebellen        | 1. März 2024     | Patricia Frey  | Ralf Kinder         |
| Gastdarsteller: Kya-Celina Barucki, Moritz Bäckerling, Charlotte Lorenzen, Junis Marlon, Nicole Johannhanwahr, Tobias van Dieken, Konstantin Lohnes                                            |           |                           |                  |                |                     |
| 115 | 4         | Ein neues Leben           | 8. März 2024     | Patricia Frey  | Isabell Serauky     |
| Gastdarsteller: Annika Blendl, Birge Schade, Isaak Dentler, Ercan Karacayli, Franziska Benz, Ricarda Klingelhöfer, Henner Momann, Alice von Lindenau                                           |           |                           |                  |                |                     |
| 116 | 5         | Gut genug                 | 15. März 2024    | Ulrich Zrenner | Claus Stirzenbecher |
| Gastdarsteller: Katrin Bühring, Harald Schrott, Anton Nürnberg, Hendrik von Bültzingslöwen, Pauline Fusban, Daniel Fritz, Belina Mohamed-Ali, Celine Buchholz                                  |           |                           |                  |                |                     |
| 117 | 6         | Eine todsichere Sache     | 22. März 2024    | Ulrich Zrenner | Ulrich Zrenner      |
| Gastdarsteller: Friederike Linke, Andreas Pietschmann, Tatiana Nekrasov, Marios Gavrilis, Katharina Kron, Markus Andreas Klauk, Alexey Ekimov, Daniel Scholz                                   |           |                           |                  |                |                     |
| 118 | 7         | Schleichendes Gift        | 29. März 2024    | Susanne Boeing | Isabell Serauky     |
| Gastdarsteller: Nikola Kastner, David Rott, Christian Grashof, Philip Günsch, Karoline Teska, Katharina Wittenbrink, Regine Vergeen, Fabian Alexander Kondziolka, Renate Kohn, Damjan Batistić |           |                           |                  |                |                     |
| 119 | 8         | Haustürgeschäfte          | 29. März 2024    | Susanne Boeing | Axel Bold           |
| Gastdarsteller: Cordelia Wege, Thomas Limpinsel, Andreas Anke, Paul Faßnacht, David Simon, Thomas Bartling, Anke Sonnentag                                                                     |           |                           |                  |                |                     |

## Staffel 20
| Nr. (ges.) | Nr. (St.) | Originaltitel         | Erstausstrahlung | Regie            | Drehbuch            |
| --- | --------- | --------------------- | ---------------- | ---------------- | ------------------- |
| 120 | 1         | Der Tod hat Vorfahrt  | 28. Feb. 2025    | Susanne Boeing   | Ralf Kinder         |
| Gastdarsteller: Uwe Preuss, Jule Gartzke, Robin Sondermann, Linda Pöppel, Sevda Polat, Eva Luca Klemmt, Regine Vergeen, Katja Hufgard                                     |           |                       |                  |                  |                     |
| 121 | 2         | Verfeindet            | 7. März 2025     | Susanne Boeing   | Claus Stirzenbecher |
| Gastdarsteller: Leslie Malton, Dirk Martens, Timur Bartels, Paula Kroh, Marie Fischer, Carl Grübel, Melissa Maria Becker                                                  |           |                       |                  |                  |                     |
| 122 | 3         | Tödliche Nähe         | 14. März 2025    | Johannes Grieser | Isabell Serauky     |
| Gastdarsteller: Tessa Mittelstaedt, Hans-Werner Meyer, Frank Vockroth, Martin Peñaloza Cecconi, Susanne Blodt, Valerie Stoll, Annette Potemba, Luise Ehl, Antonia Gerke   |           |                       |                  |                  |                     |
| 123 | 4         | Zu allem entschlossen | 21. März 2025    | Johannes Grieser | Isabell Serauky     |
| Gastdarsteller: Tessa Mittelstaedt, Ole Puppe, Sinje Irslinger, Martin Peñaloza Cecconi, Frank Vockroth, Mandy-Marie Mahrenholz, Volker Heymann, David Jagnjić, Luise Ehl |           |                       |                  |                  |                     |